# Saison 2020-2021 de l'Union sportive Orléans Loiret football
Maillots
Chronologie
Saison précédente
La saison 2020-2021 de l'Union sportive Orléans Loiret football, club de football français, voit le club évoluer en National pour la 10e fois de son histoire.

## Équipe professionnelle

### Tableau des transferts
| Nom      | Nationalité | Poste | Transfert | Fin du contrat | Provenance/Destination | Division |
| -------- | ----------- | ----- | --------- | -------------- | ---------------------- | -------- |
| Arrivées |             |       |           |                |                        |          |
| Départs  |             |       |           |                |                        |          |

| Nom      | Nationalité | Poste | Transfert | Fin du contrat | Provenance/Destination | Division |
| -------- | ----------- | ----- | --------- | -------------- | ---------------------- | -------- |
| Arrivées |             |       |           |                |                        |          |
| Départs  |             |       |           |                |                        |          |

## Résumé de la saison

### Championnat de National

#### Classement
| Rang | Équipe                     | Pts | J | G | N | P | Bp | Bc | Diff | Promotion, qualification ou relégation |
| ---- | -------------------------- | --- | - | - | - | - | -- | -- | ---- | -------------------------------------- |
| 11   | FC Villefranche Beaujolais | 5   | 5 | 1 | 2 | 2 | 4  | 6  | −2   |                                        |
| 12   | Stade briochin P           | 4   | 5 | 1 | 1 | 3 | 4  | 7  | −3   |                                        |
| 13   | US Orléans R               | 4   | 4 | 1 | 1 | 2 | 4  | 3  | +1   |                                        |
| 14   | FC Sète 34 P               | 4   | 4 | 1 | 1 | 2 | 5  | 6  | −1   |                                        |
| 15   | SC Lyon                    | 3   | 6 | 0 | 3 | 3 | 6  | 11 | −5   | Relégation en National 2               |